# 예스24라이브홀
악스코리아(AX-KOREA)는 서울 광진구에 위치한 대중음악 전문 공연장이다. 스탠딩 기준으로 2,500명, 좌석을 기준으로 1,090명을 수용할 수 있다. 한국의 이엔티글로벌, 한국기술투자, 지방 자치 단체, 일본의 덴츠. 니혼 TV 방송망이 사업에 참가했다.

## 역사
2006년 6월 2일, '서울악스(SEOUL-AX)'라는 이름으로 개관했으나 후에 SK텔레콤과의 스폰서 계약에 따라 '멜론악스'로 이름을 변경했다.
2010년 1월 부로 '멜론악스(MELON-AX)'라는 이름에서 '(주)악스코리아(AX-KOREA)' 이름으로 변경하였다.
2012년 12월 악스코리아 (AX-KOREA)에서 유니클로악스 (UNIQLO-AX)로  이름을 변경했다
2014년 2월 유니클로악스 (UNIQLO-AX)에서 악스코리아 (AX-KOREA)로 다시 이름을 변경하였다.
2015년 6월 예스24에서 공연장 인수, 광진구와 10년 계약후 "예스24라이브홀 (YES24 LIVE HALL)"로 변경되었다.